# تردید در واکسیناسیون

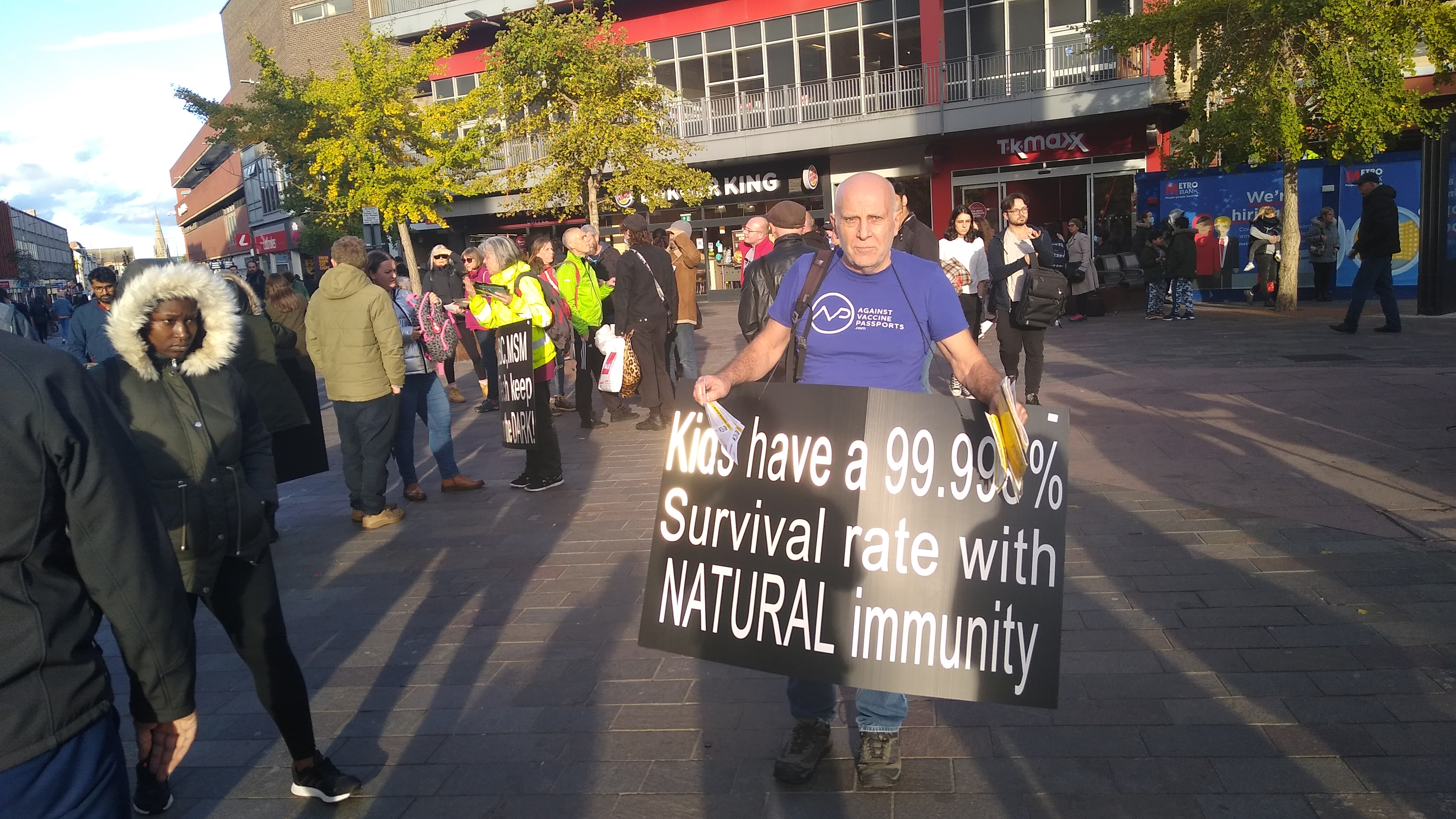
یک فعال ضد واکسیناسیون با ادعای گمراه‌کننده مبنی بر اینکه کودکان می‌توانند صرفاً با ایمنی طبیعی در برابر بیماری‌ها محافظت شوند

تردید در مورد واکسن به معنای تأخیر در پذیرش یا امتناع از دریافت واکسن با وجود در دسترس بودن و شواهد پشتیبانی‌کننده آن است. این اصطلاح شامل امتناع از واکسیناسیون، به تأخیر انداختن تزریق آن، پذیرش واکسن‌ها اما عدم اطمینان در مورد استفاده از آن‌ها یا استفاده از برخی واکسن‌ها و عدم استفاده از دیگر واکسن‌ها می‌شود. اگرچه عوارض جانبی مرتبط با واکسن‌ها گاهی اوقات مشاهده می‌شود، اجماع علمی مبنی بر اینکه واکسن‌ها عموماً ایمن و مؤثر هستند، بسیار زیاد است. تردید در واکسیناسیون اغلب منجر به شیوع بیماری و مرگ و میر ناشی از بیماری‌های قابل پیشگیری با واکسن می‌شود. بنابراین، سازمان بهداشت جهانی تردید در مورد واکسن را به عنوان یکی از ده تهدید اصلی سلامت جهانی توصیف می‌کند.
تردید در مورد واکسن پیچیده و وابسته به شرایط است و بسته به زمان، مکان و واکسن متفاوت است. این امر می‌تواند تحت تأثیر عواملی مانند فقدان درک و دانش درست و مبتنی بر علم در مورد نحوه ساخت یا عملکرد واکسن‌ها و همچنین عوامل روانشناختی از جمله ترس از سوزن و بی‌اعتمادی به مقامات دولتی، واکسن یا ارائه‌دهندگان خدمات درمانی، از خود راضی بودن (فرد نیازی به واکسن نمی‌بیند یا ارزش واکسن را نمی‌بیند) و راحتی دسترسی به واکسن باشد. این وضعیت از زمان اختراع واکسیناسیون وجود داشته و تقریباً هشتاد سال پیش از ابداع اصطلاحات «واکسن» و «واکسیناسیون» ایجاد شده است.
«ضد واکسیناسیون» به مخالفت کامل با واکسیناسیون اشاره دارد. مخالفان واکسیناسیون به عنوان «ضد واکسن» نیز شناخته شده‌اند. فرضیه‌های که توسط طرفداران ضد واکسیناسیون مطرح شده‌اند، با گذشت زمان تغییر کرده‌اند. تاکنون فعالیت‌های ضد واکسن به‌طور فزاینده‌ای با اهداف سیاسی و اقتصادی مرتبط بوده‌اند. اگرچه افسانه‌ها، تئوری‌های توطئه، اطلاعات نادرست و گمراه‌کننده‌ای که توسط جنبش ضد واکسیناسیون و پزشکان حاشیه‌ای منتشر می‌شود، منجر به تردید در مورد واکسن و بحث‌های عمومی پیرامون مسائل پزشکی، اخلاقی و حقوقی مربوط به آن‌ها می‌شود، اما هیچ تردید یا بحث جدی در محافل پزشکی و علمی جریان اصلی در مورد مزایای واکسیناسیون وجود ندارد.
تاکنون قوانین پیشنهادی که واکسیناسیون را الزامی می‌کنند، مانند لایحه ۲۷۷ سنای کالیفرنیا و قانون «بدون تزریق واکسن، بدون پرداخت حقوق» استرالیا، با مخالفت فعالان و سازمان‌های ضد واکسیناسیون مواجه شده‌اند. مخالفت با واکسیناسیون اجباری ممکن است مبتنی بر احساسات ضد واکسن، نگرانی از نقض آزادی‌های مدنی، کاهش اعتماد عمومی به واکسیناسیون یا سوءظن به سودجویی صنعت داروسازی باشد.